# Wahrlich, wahrlich, ich sage euch, BWV 86

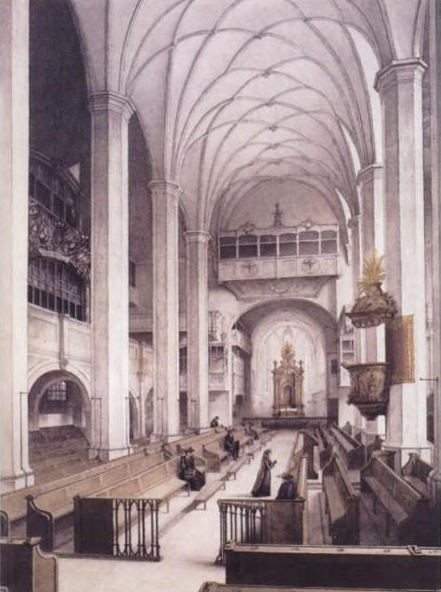
Thomaskirche, Leipzig.

Wahrlich, wahrlich, ich sage euch, BWV 86 (En verdad, en verdad, os digo) es una cantata de iglesia escrita por Johann Sebastian Bach en Leipzig para el quinto domingo después de Pascua y estrenada el 14 de mayo de 1724.

## Historia
Bach compuso esta obra durante su primer año como Thomaskantor en Leipzig para el quinto domingo después de Pascua, conocido como Rogate. Forma parte de su primer ciclo anual de cantatas. La cantata fue interpretada por primera vez el 14 de mayo de 1724.

## Análisis

### Texto
Las lecturas establecidas para ese día eran de la epístola de Santiago, "sed hacedores de la palabra, y no tan solamente oidores" (Santiago 1:22-27), y del evangelio según San Juan, las plegarias se cumplirán, del discurso de despedida de Jesús (Juan 16:23-30).
El tema de la cantata es una cita del evangelio, empezando por la promesa de Jesús "En verdad, en verdad os digo, que si pedís algo al Padre en mi nombre,
os lo dará". Un poeta desconocido utilizó como tercer movimiento la decimosexta estrofa del himno "Kommt her zu mir, spricht Gottes Sohn" escrito por Georg Grünwald en 1530. Por otra parte, utilizó como coral de cierre la decimoprimera estrofa de "Es ist das Heil uns kommen her" escrito por Paul Speratus en 1524. El poeta alude a la cuestión de cómo la promesa se puede entender mirando la realidad de la vida. En el movimiento 2 él emplea la imagen de una rosa con espinas para ilustrar dos aspectos contradictorios. En los movimientos 3 y 4 confirma la promesa que tiene que ser vista en la perspectiva del tiempo. El movimiento 5 hace referencia a la espera de que una promesa se mantenga y el coral de cierre asegura que Dios sabe el momento adecuado. La estructura de los seis movimientos, una cita del evangelio al principio, corales como movimientos 3 y 6, la secuencia de recitativo y arias, es similar a la de la cantata Wo gehest du hin?, BWV 166, que se había estrenado una semana antes.

### Instrumentación
La obra está escrita para tres voces solistas (alto, tenor y bajo), un coro  a cuatro voces; dos oboes d'amore, dos violines, viola y bajo continuo. El cantus firmus del tercer movimiento es cantado por una soprano.

### Estructura
Consta de seis movimientos.
1. Arioso (bajo): Wahrlich, wahrlich, ich sage euch
2. Aria (alto): Ich will doch wohl Rosen brechen
3. Coral (soprano): Und was der ewig gütig Gott
4. Recitativo (tenor): Gott macht es nicht gleichwie die Welt
5. Aria (tenor): Gott hilft gewiß
6. Coral: Die Hoffnung wart' der rechten Zeit

La cita del evangelio es asignada a la voz de bajo como la vox Christi o voz de Cristo. Los instrumentos, la cuerda probablemente doblada por el oboe d'amore, presentan los motivos vocales que la voz toma. El bajo canta el texto tres veces, mientras los instrumentos siguen tocando los mismos motivos. Julian Mincham indica: "La riqueza del texto, la naturaleza discreta de las ideas melódicas y los ritmos que fluyen suavemente se combinan para crear una atmósfera apropiada de contención dignificada".
En el segundo movimiento, la voz de alto es acompañada por la cuerda y un violín obbligato en figuración virtuosística, que podría ilustrar la luz celestial prometida como el cumplimiento final. En el coral del tercer movimiento, el cantus firmus sin adornos en la soprano es insertado en un trío de los dos oboes d'amore y el continuo. En el quinto movimiento, la última aria, un motivo de cinco notas es presentado primero por el violín y después es tomado por el tenor en las palabras Gott hilft gewiß (Dios ayuda con seguridad). El motivo es repetido en el violín una y otra vez. El coral de cierre es un arreglo a cuatro voces.

## Discografía selecta
De esta pieza se han realizado una serie de grabaciones entre las que destacan las siguientes.
- 1979 – J.S. Bach: Das Kantatenwerk Vol. 5. Nikolaus Harnoncourt, Tölzer Knabenchor, Concentus Musicus Wien, solista del Tölzer Knabenchor, Paul Esswood, Kurt Equiluz, Ruud van der Meer (Teldec)
- 1979 – Die Bach Kantate Vol. 34. Helmuth Rilling, Gächinger Kantorei, Bach-Collegium Stuttgart, Arleen Augér, Helen Watts, Adalbert Kraus, Walter Heldwein (Hänssler)
- 1998 – J.S. Bach: Complete Cantatas Vol. 9. Ton Koopman, Amsterdam Baroque Orchestra & Choir, Sibylla Rubens, Bernhard Landauer, Christoph Prégardien, Klaus Mertens (Antoine Marchand)
- 2000 – Bach Cantatas Vol. 25. John Eliot Gardiner, Monteverdi Choir, English Baroque Soloists, Katharine Fuge, Robin Tyson, Steve Davisilim, Stephan Loges (Soli Deo Gloria)
- 2001 – J.S. Bach: Cantatas Vol. 19. Masaaki Suzuki, Bach Collegium Japan, Yukari Nonoshita, Robin Blaze, Makoto Sakurada, Stephan MacLeod (BIS)
- 2010 – Bach: Cantatas BWV 108, 86, 11, 44. Sigiswald Kuijken, La Petite Bande, Siri Thornhill, Petra Noskaiová, Christoph Genz, Jan van der Crabben (Accent)[14]